# Федір II Борисович
Фе́дір II Бори́сович (рос. Фёдор II Борисович; 1589 — 20 липня 1605) — цар Московщини із 13/23 квітня по 1/11 червня 1605 року з династії Годунових, картограф (під його керівництвом було складено одну з перших карт Московщини, що є сумнівним, приймаючи до уваги рівень тогочасної московської "картографії", зокрема, якщо поглянути на карту Ремізова). Син царя Бориса Федоровича. Правління Федора Борисовича було одним із найкоротших за всю історію Московського царства, менше за Федора II лише формально правила його тітка Ірина.

## Життєпис

### Дитинство
Федір Годунов народився 1589 року у Москві в родині боярина Бориса Годунова і середньої доньки одного з керівників опричнини Малюти Скуратова Марії Скуратової-Бельської. Саме того ж року батько Федора Борис Годунов став фактичним правителем держави замість номінального правителя Федора Івановича. Царські почесті надавалися і малолітньому Федору. Його батько потурбувався про належну освіту сина. Неосвічений Борис запросив найкращих іноземних вчителів, привчав Федора до керування державою. Сучасники характеризували нащадка царя як розумного, приємного та освіченого юнака. (Які саме "сучасники" - невідомо, але за офіційною версією того часу Федір другий був неповносправний та слабоумний)

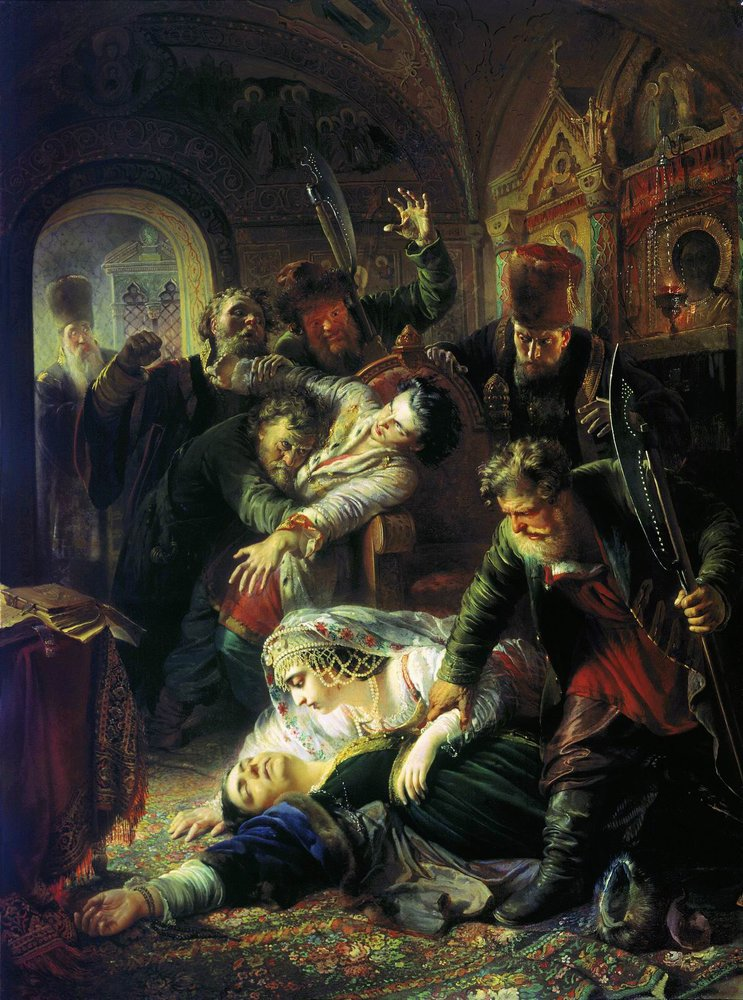
Вбивство Федора II та його матері. К. Маковський, 1862.

### Короткочасне правління
13 квітня 1605 року помер Борис Годунов. Наступного дня московські бояри присягнули Федору Годунову. Його було визнано царем.
Федір II був єдиним московським царем (не рахуючи польського короля Владислава IV, який фактично не правив), над яким не було здійснено обряд вінчання на царство.
Незадовго до вступу Лжедмитрія I в Москву цар був скинутий та разом з матір'ю задушений.